# Kōdai-ji

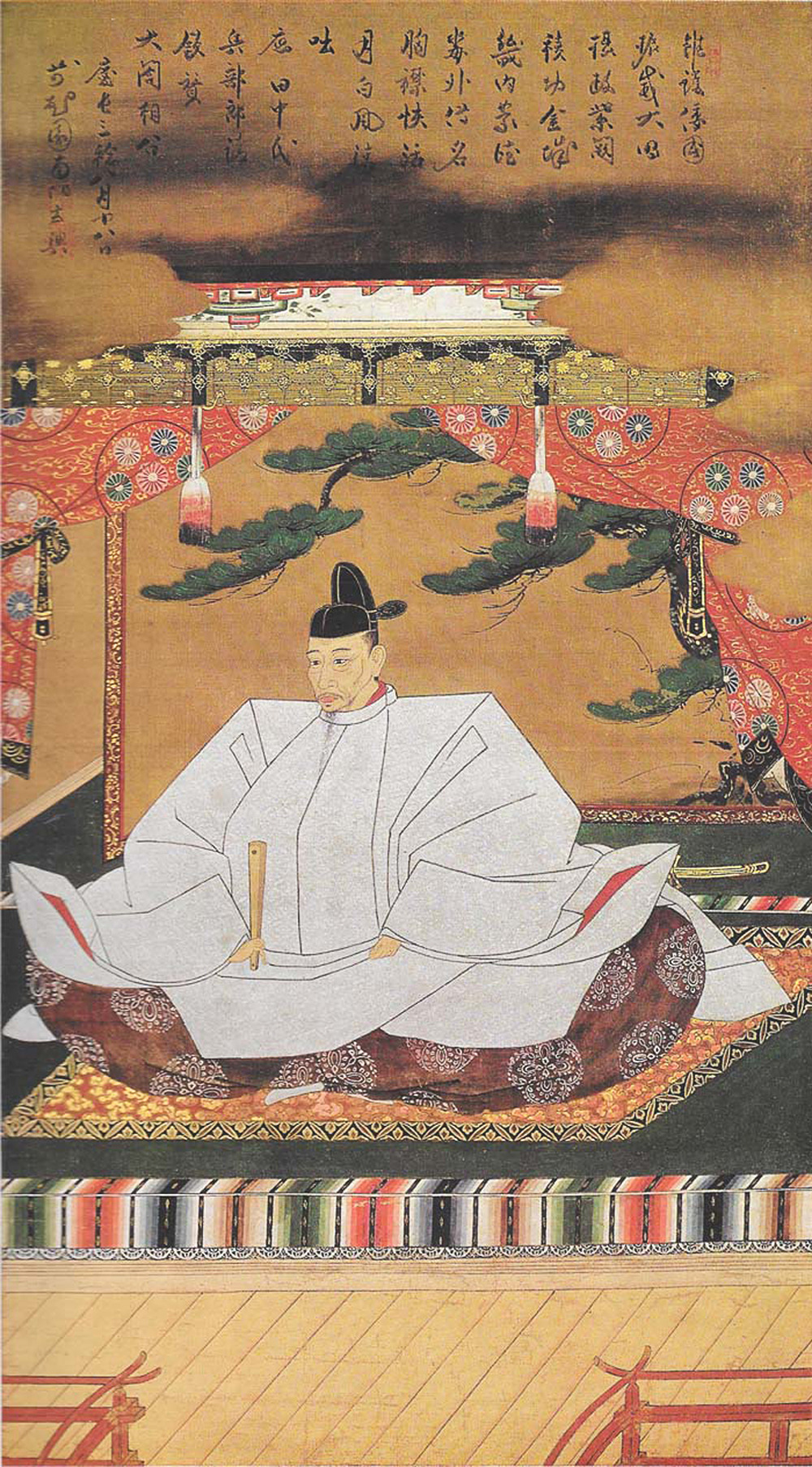
Le portrait de Toyotomi Hideyoshi est un bien culturel important du Japon.

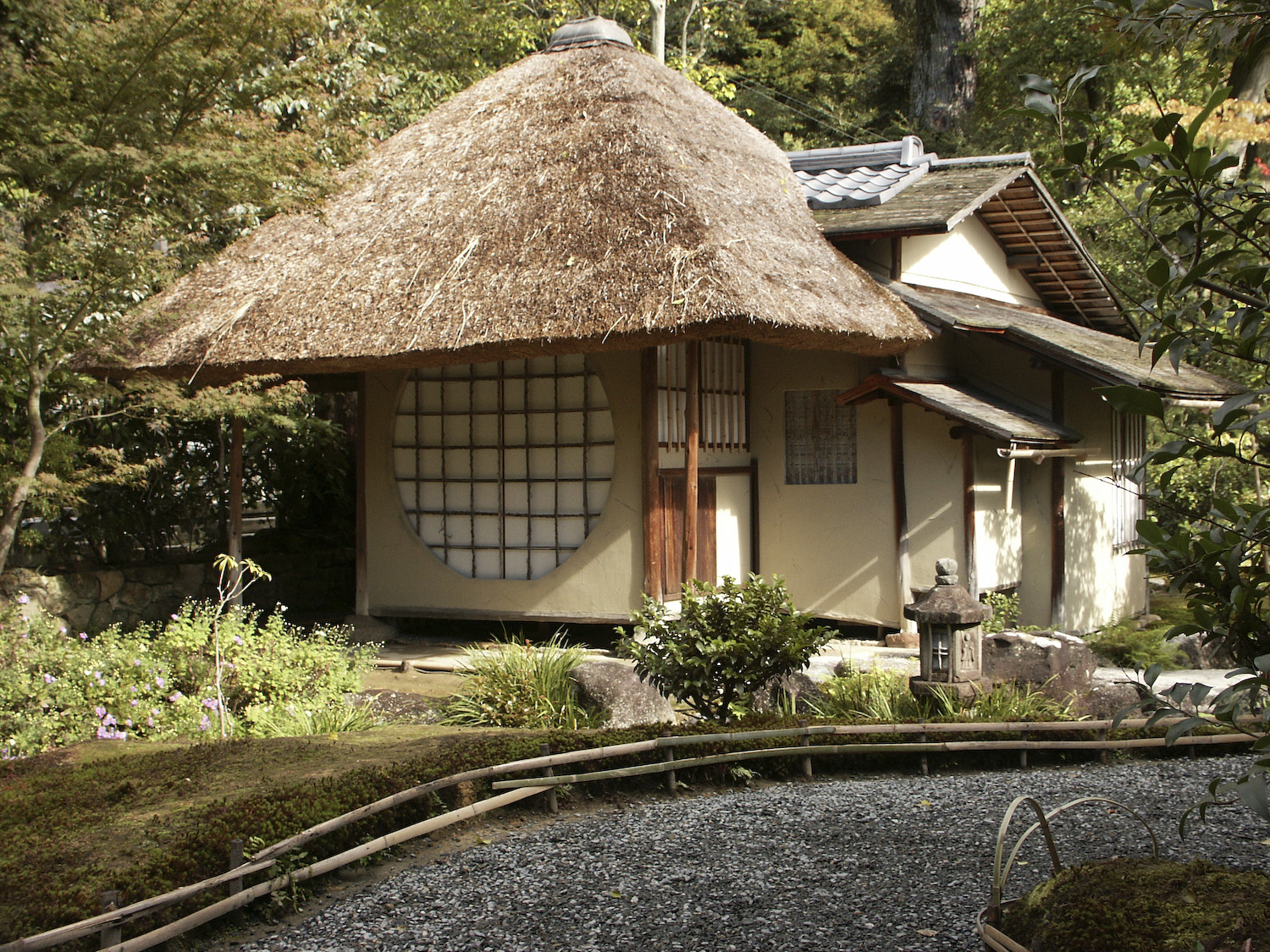
Ihōan, maison de thé dans le jardin du temple.

Le Kōdai-ji (高台寺), au nom officiel de Jubuzan Kōdai-ji (鷲峰山高台寺, Jubuzan Kōdai-ji), est un temple de l'école Rinzai du bouddhisme zen, situé dans l'arrondissement de Higashiyama-ku à Kyoto, au Japon, plus grand sous-temple de la branche Kennin-ji. Il est fondé en 1606 par Nene (souvent connu par le titre Kita no mandokoro et qui a pris le nom de Kōdai-in), la veuve de Toyotomi Hideyoshi, afin de prier pour son défunt mari. La principale image du temple est une statue de Shaka.
Le temple possède un certain nombre d'objets désignés comme importants biens culturels. Parmi ceux-ci, l'entrée principale et la salle de l'Esprit, connue pour son utilisation du maki-e. Le temple est surnommé le « temple du maki-e ». Il possède également des peintures, dont une de Hideyoshi, ainsi que des textiles, et une cloche de bronze portant une inscription datant de 1606.
Les jardins de Kōdai-ji font partie du patrimoine culturel du Japon au titre des « sites historiques » et des « lieux de beauté scénique » des monuments du Japon.

## Source de la traduction
- (en) Cet article est partiellement ou en totalité issu de l’article de Wikipédia en anglais intitulé « Kōdai-ji » (voir la liste des auteurs).